# Нижние Головли
Нижние Головли (укр. Нижні Головлі) — село в Славутском районе Хмельницкой области Украины.
Население по переписи 2001 года составляло 170 человек. Почтовый индекс — 30060. Телефонный код — 3842. Занимает площадь 0,84 км². Код КОАТУУ — 6823982102.

## История
В 1946 г. указом ПВС УССР село Головли-Чешские переименовано в Нижние Головли.

## Местный совет
30060, Хмельницкая обл., Славутский р-н, с. Головли